# Roráty

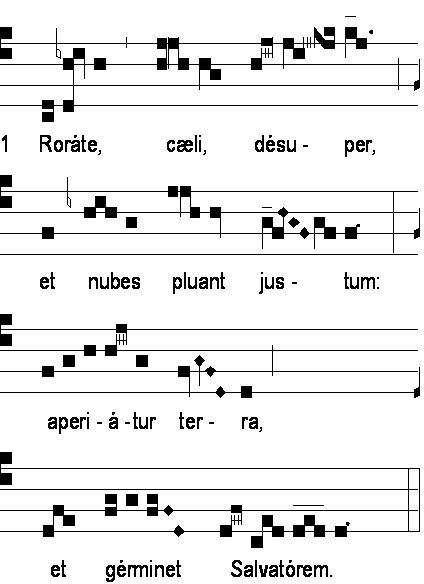
Chorální notace latinského introitu Rorate coeli

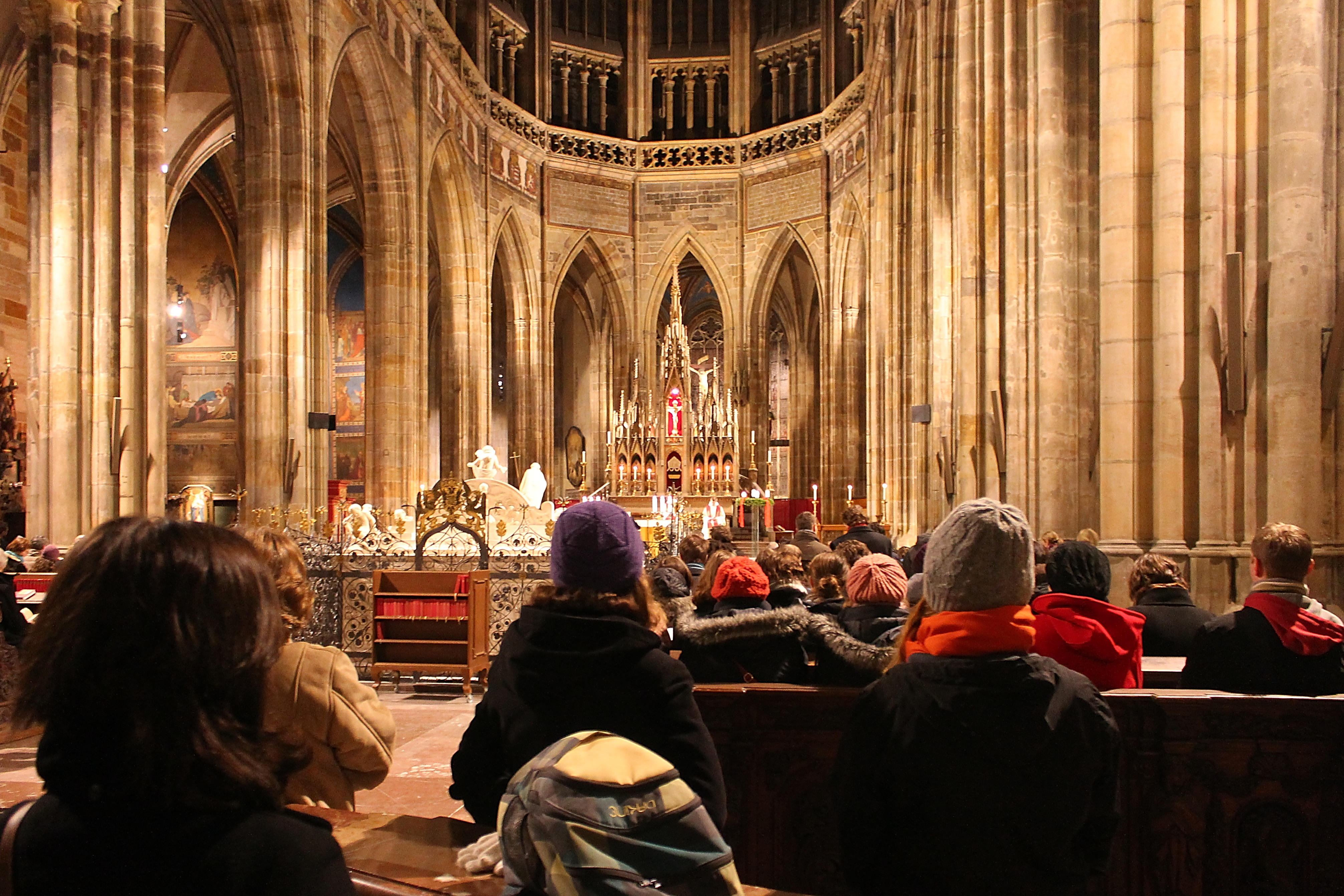
Roráty v katedrále sv. Víta v Praze, 13. 12. 2013

Roráty (z latinského rorate „rosu dejte“) představují specifickou podobu ranní mariánské mše v době adventní. Typické české liturgické zpěvy, které rorátní mši doprovázejí, nemají v evropské kultuře obdobu. Pro roráty je příznačné střídání chorálního zpěvu a menzurálních písní coby komentáře chorálního tématu.

## Historie a charakteristika
Označení „roráty“ pochází z introitu adventní votivní mše svaté k Panně Marii. Začíná se slovy: „Rorate coeli desuper“ (rosu dejte, nebesa, shůry). Původ rorátních mší lze hledat v době vlády Karla IV. Panovník zavedl celoroční praxi votivních mší k Panně Marii. K těmto mším se připojila tradice liturgického zpěvu, a to zvláště v prostředí utrakvistickém. Dosáhla svého vrcholu v 16. století. Rorátní zpěv provozovala zvláště literátská bratrstva. Rušení bratrstev za josefínských reforem roku 1783 znamenalo také úpadek rorátů jako takových. Od 20. století až do současné doby probíhají snahy alespoň o částečnou obnovu tradice rorátů (edicí řady rorátních zpěvů a jejich prosazením do bohoslužby se o ni zasloužil např. Dobroslav Orel).